# ユージン・アセリンスキー
ユージン・アセリンスキー (Eugene Aserinsky)（1921年5月6日 - 1998年7月22日）は、REM睡眠の発見者として知られるアメリカ人科学者である。
彼はユダヤ系ロシア人移民の子孫の歯科医師の息子としてニューヨーク市ブルックリン区で生まれた。

## 発見
1953年、彼はシカゴ大学大学院博士課程で指導教授のナサニエル・クレイトマンの元で与えられた睡眠中の被験者の眼球運動を観察する課題について、７歳になる息子を被験者にして予備実験を開始した。被験者が入眠後１時間～数時間経った頃にまぶたを急速に動かす事に気づいた。そして眼球運動直後に息子を起こして直前の状況を質問すると、夢を見ていたと答えた。アセリンスキーはクライトマンにそのことを報告すると２人は眼球運動と夢の関連性に気づき、クライトマンの研究室のウィリアム・チャールズ・デメント（William Charles Dement）
らも加え、千人ものボランティアに対して脳波計等を使用した研究が行われ、REM睡眠の発見となった。これらの発見のために、アセリンスキーとおよびクレイトマンは、近代的な睡眠研究の創始者となった。

## 晩年
アセリンスキーは晩年カリフォルニア州エスコンディードに住んでいたが1998年7月22日カリフォルニア州サンディエゴ市北方にて自動車事故で死亡した。その原因は居眠り運転の可能性が高い。